# 텍사스 주립 대학교
텍사스 주립 대학교(Texas State University, TXST)는 남쪽에는 오스틴 도심 지역, 북쪽에서는 라운드록 캠퍼스를 둔 텍사스주 샌마코스에 주 캠퍼스가 있는 공립 연구형 대학이다. 1899년 설립된 이래로 이 대학교는 텍사스주에서 5위로 큰 대학교로 성장했으며, 미국에서는 28번째로 큰 대학교로 성장했다. 텍사스 주립 대학교의 등록 학생 수는 2016년 가을 학기 기준으로 38,808명이다. 10개 칼리지에서 200개 이상의 학위 옵션을 제공하고 있다.